# جولی مری برمن
 جولی مری برمن (انگلیسی: Julie Marie Berman؛ زادهٔ ۳ نوامبر ۱۹۸۳) یک هنرپیشه اهل ایالات متحده آمریکا است. وی از سال ۱۹۹۷ میلادی تاکنون مشغول فعالیت بوده‌است.